# 孟贡
孟贡是缅甸掸邦莱林县孟贡镇区下辖的一个镇，距曼德勒以东约100公里。